# Kimle
Kimle is een plaats (község) en gemeente in het Hongaarse comitaat Győr-Moson-Sopron. Kimle telt 2300 inwoners (2001).